# Aleksander Bernatowicz

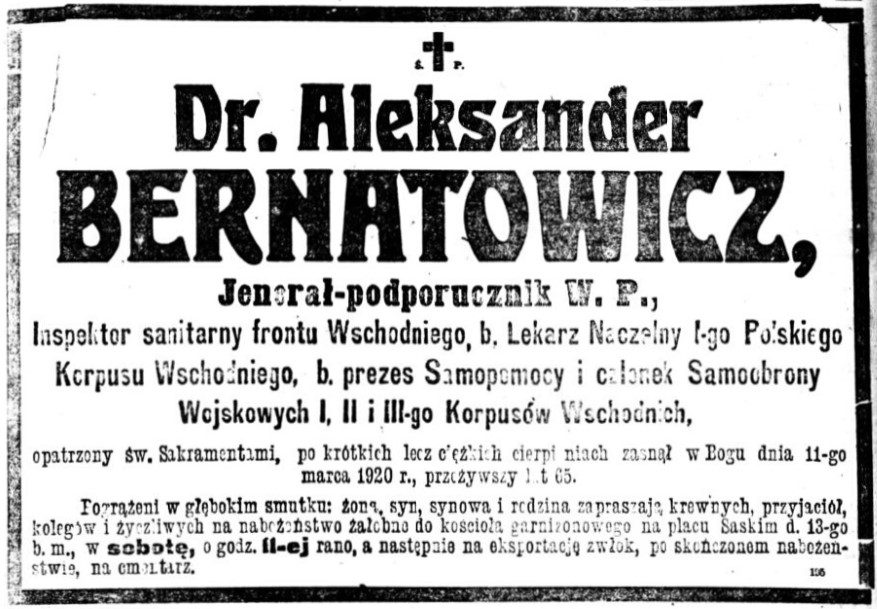
Nekrolog Aleksandra Bernatowicza w „Kurjerze Warszawskim”

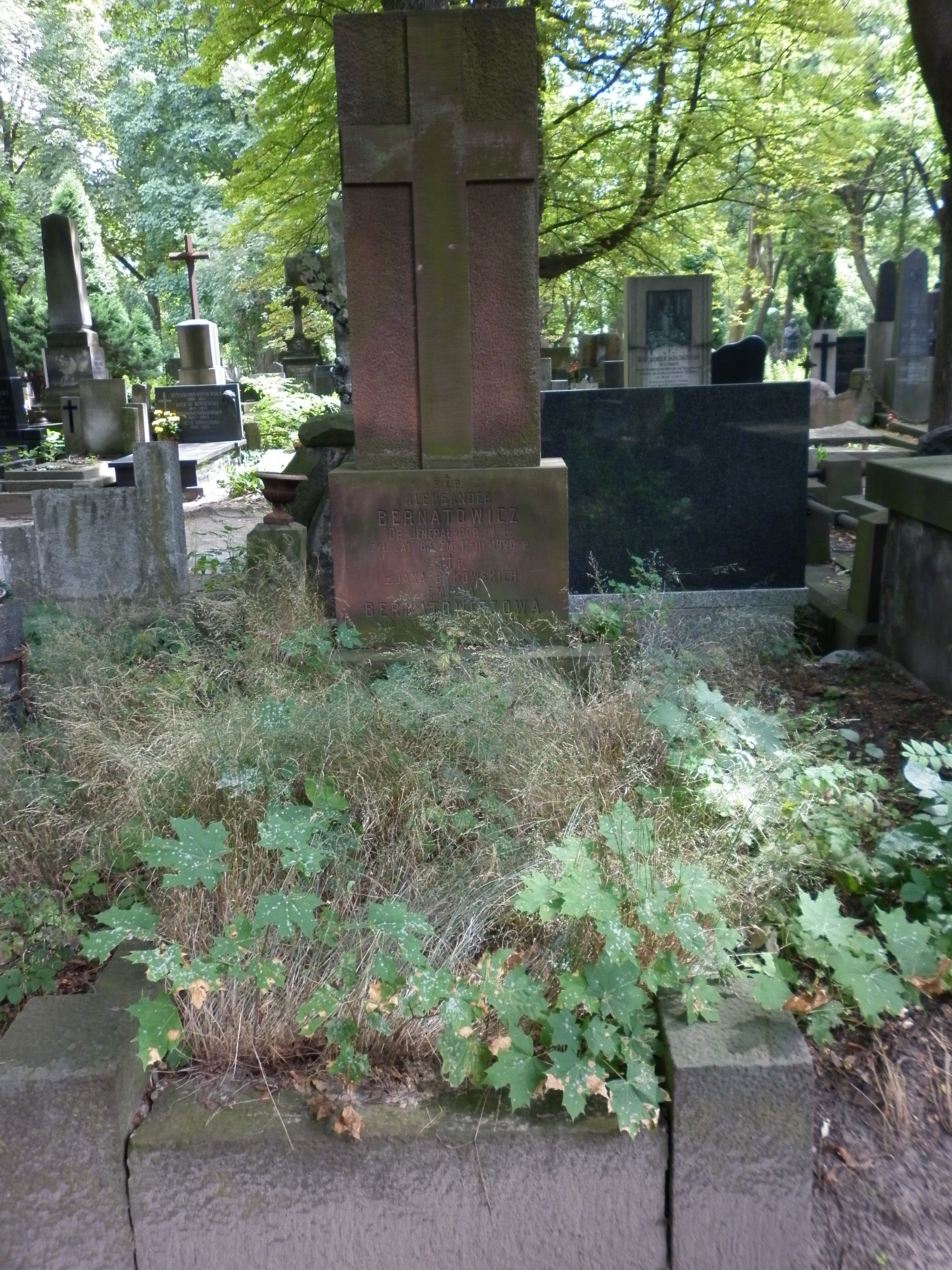
Grób Aleksandra i Emilii Bernatowiczów na Cmentarzu Powązkowskim

Aleksander Bernatowicz, ros. Александр Феликсович Бернатович (ur. 1858, zm. 11 marca 1920 w Warszawie) – doktor medycyny, generał podporucznik lekarz Wojska Polskiego.

## Życiorys
Urodził się w 1858 w ówczesnym powiecie janowskim guberni lubelskiej, w rodzinie Feliksa. Był wnukiem Feliksa Aleksandra Bernatowicza, pisarza i autora powieści historycznych. Uczęszczał do Gimnazjum Męskiego w Lublinie, a potem studiował na Wydziale Lekarskim Uniwersytetu Kijowskiego. Doktoryzował się na Akademii Medycznej w Petersburgu.
Od 5 lutego 1877 roku pełnił służbę w armii rosyjskiej. 6 grudnia 1911 został mianowany rzeczywistym radcą stanu (ros. действительный статский советник), który był równorzędny randze generała majora w armii i kontradmirała w marynarce wojennej. W 1913 roku był naczelnym lekarzem VI Korpusu Armijnego w Łomży. W 1917 roku został naczelnym lekarzem I Korpusu Polskiego w Rosji oraz inspektorem sanitarnym rejonu zajętego przez Wojsko Polskie. Po likwidacji korpusu był prezesem Samopomocy i członkiem Samoobrony Polaków Wojskowych w Mińsku.
8 grudnia 1918 w Warszawie wystąpił do Departamentu Sanitarnego Ministerstwa Spraw Wojskowych z prośbą o „przyjęcie do armii polskiej w charakterze lekarza bez żadnych zastrzeżeń”. 13 grudnia 1918 został przydzielony na stanowisko szefa sanitarnego Dywizji Litewsko-Białoruskiej. 30 grudnia 1918 został przyjęty do Wojska Polskiego z dniem 13 grudnia 1918 i zatwierdzony w stopniu „lekarza generała majora”.
15 kwietnia 1919 został inspektorem sanitarnym frontu wschodniego przy Generalnym Kwatermistrzostwie. Zmarł 11 marca 1920 roku w Warszawie na grypę. Pochowany na Cmentarzu Powązkowskim w Warszawie (kwatera 210, rząd 2, miejsce 22).
1 maja 1920 został pośmiertnie zatwierdzony z dniem 1 kwietnia 1920 w stopniu generała podporucznika, w Korpusie Lekarskim, w grupie oficerów byłych Korpusów Wschodnich i byłej armii rosyjskiej.
4 maja 1921 generał podporucznik Wojciech Rogalski wystąpił z wnioskiem o odznaczenie śp. generała Aleksandra Bernatowicza Orderem Virtuti Militari.
Był żonaty z Emilią z Jaxa-Bykowskich (zm. 11 września 1936), sprawował opiekę nad pasierbem.